# Opførelsen af Brovst Skole
|  | Denne artikel er oprettet af botten Steenthbot ud fra en ekstern database. Den kan derfor have sproglige fejl eller mangler. Denne skabelon kan fjernes efter kontrol af indholdet. |

Opførelsen af Brovst Skole er en dansk dokumentarisk optagelse fra 1950.

## Handling
1) Grundstensnedlæggelse ved byggeriet af Brovst Skole finder sted tirsdag den 11. oktober 1949. Omkring 100 mennesker er samlet. Grundstensnedlæggelsen foretages af provst Richter, Øland, pastor Viggers Jensen, Brovst og sognerådsformand H. Rasmussen, der hver nedlægger en sten med deres indhuggede initialer. Skolens egen sten med symbolet på tro, håb og kærlighed bliver også muret ind.
2) Rejsegilde med ølservering i højderne.
3) Første skoledag på den nye skole.